# Kako Nubukpo
Kako Nubukpo est un homme politique et macroéconomiste togolais, né à Lomé le 26 mai 1968. Il a été ministre de la Prospective et de l'Évaluation des politiques publiques du Togo sous la présidence Faure Gnassingbé de 2013 à 2015. Depuis 2019, il est doyen de la faculté des sciences économiques et de gestion de l'université de Lomé. Depuis le 10 mai 2021, il est commissaire chargé du Département de l'Agriculture, des Ressources en Eau et de l'Environnement (DAREN) de la Commission de l'UEMOA.

## Biographie

### Enfance, formation et débuts
Né à Lomé le 26 mai 1968, Nubukpo est formé à Strasbourg. Titulaire d'un doctorat en sciences économiques de l'université Lumière-Lyon-II, il est agrégé d'économie et spécialiste de l'économie du coton.

### Carrière

#### Académique, banque et institution
Il enseigne à l'EM Lyon Business School de 1997 à 1999. Entre 2000 et 2003, il travaille à la Banque centrale des États de l'Afrique de l'Ouest (BCEAO) à Dakar.

#### Publique
En 2013, Nubukpo entre dans le gouvernement togolais sous la présidence Faure Gnassingbé comme ministre chargé de la Prospective et de l’Évaluation des politiques publiques. En 2015, il sème la discorde en critiquant ouvertement la Banque Centrale des États de l'Afrique de l'Ouest (BCEAO). Dans un mémo interne de la banque centrale, un chef de service a exprimé le souhait que Kako Nubukpo soit rappelé à l'ordre par les autorités politiques de son pays « pour éviter à l’avenir qu’il continue de formuler des critiques qui n’ont aucun lien avec les objectifs poursuivis lors des colloques au cours desquels il intervient ». En juin 2015, lors de la formation d'un nouveau gouvernement togolais par le président Gnassingbé, Kako Nubukpo n'est pas reconduit à son poste de ministre.

#### Institutions et organismes publics
Comme en début de carrière, quand il avait rejoint le Centre de coopération internationale en recherche agronomique pour le développement à Montpellier (BEAO), Kako Nubukpo est nommé en mars 2016, directeur de la Francophonie économique et numérique au sein de l'Organisation internationale de la Francophonie, organisation qu'il quitte le 28 mars 2018 après avoir été suspendu de la francophonie début décembre 2017 pour avoir manqué à son «devoir de réserve». Le devoir de réserve garantit que les fonctionnaires agissent de manière impartiale et neutre dans l’exercice de leurs fonctions et face à la politique du gouvernement.
Les 16 et 17 février 2017, Nubukpo organise les «États généraux du franc CFA» à Bamako au Mali. Son objectif est de trouver une nouvelle monnaie capable de remplacer l'ancienne devise coloniale.
Depuis 2018, il travaille au Centre de coopération internationale en recherche agronomique pour le développement (CIRAD) et occupe depuis avril 2019 le poste de doyen de la Faculté des sciences économiques et de gestion (FASEG) de l'université de Lomé.
Au menu des discussions qui seront menées avec les membres de la Commission des finances du Sénat français, figure en bonne place le passage du franc CFA à l'eco. Plusieurs aspects de la nouvelle monnaie qui sera utilisée au cours des prochaines années seront abordés. Entre autres, on peut évoquer la rémunération des réserves de change, la nature de la garantie française.
Le 5 janvier 2021, il devient conseiller économique du président de la commission de l'UEMOA.
Annoncés pour fin avril 2020, les états généraux de l’Eco, future monnaie unique de la CEDEAO devraient finalement se tenir du 26 au 28 mai 2021 dans la capitale togolaise, à l'université de Lomé d'après le programme des activités dévoilé par Nubukpo.
Le 14 avril 2021, il est désigné parmi les nouveaux commissaires de l’Union économique et monétaire ouest-africaine (UEMOA). Kako Nubukpo a été désigné par la République du Togo pour la représenter au sein de l’institution économique sous-régionale.
En mars 2023, Kako Nubupko annonce sa candidature à la succession de Vera Songwe à la tête de la Commission économique pour l'Afrique (CEA).

## Positions
Il défend l'abandon du franc CFA pour les États d'Afrique de l'Ouest,. À ce titre, il dirige l'ouvrage collectif Sortir l'Afrique de la servitude monétaire. Il prend également position en faveur d'un changement de politique monétaire de l'UEMOA, arguant que les pays pourraient davantage puiser dans les réserves de leurs banques centrales.
Il soutient en 2018 le collectif Pacte Finance Climat destiné à promouvoir un traité européen en faveur d'un financement pérenne de la transition énergétique et environnementale pour lutter contre le réchauffement climatique,[source insuffisante].
Début avril 2020, alors que la pandémie de Covid-19 atteint l'Afrique, il invite les pays africains à voir cette crise comme une occasion de réorienter leur économie vers un modèle plus « équitable et durable » (accroissement des services de première nécessité, circuits courts, résilience).

## Publications
- L'insécurité alimentaire en Afrique subsaharienne: le rôle des incertitudes, Paris, Éditions L'Harmattan, 2000, 212 p..
- L'Improvisation économique en Afrique de l'Ouest, du coton au franc CFA, éditions Karthala, 2011.
- Kako Nubupko (dir.), Martial Ze Belinga, Bruno Tinel, Demba Moussa Dembele, Sortir l'Afrique de la servitude monétaire. À qui profite le franc CFA?, Paris, La Dispute, 2016, 243 p.,  (ISBN 978-2-84303-280-6).
- Pour une Francophonie de l’action: une vision, un projet programmatique avec Caroline Roussy, in Martine Boudet (dir), Les langues-cultures moteurs de démocratie et de développement, Paris, Le Croquant, 2019.
- L’Urgence africaine, éditions Odile Jacob, 2019.
- Une solution pour l’Afrique: du néoprotectionnisme aux biens communs, édition Jacob, 2022.
- L’Afrique en communs: tensions, mutations, perspectives, sous la direction de Stéphanie Leyronas, Benjamin Coriat et Kako Nubukpo, Éditions de l’AFD et de la Banque mondiale, Paris, 2023, 232 pages.
- L'Afrique et le reste du monde, de la dépendance à la souveraineté, édition Jacob, 2024, 208 pages.  (ISBN 978-2-41501-001-0).